# شركة جي لتكرير النفط

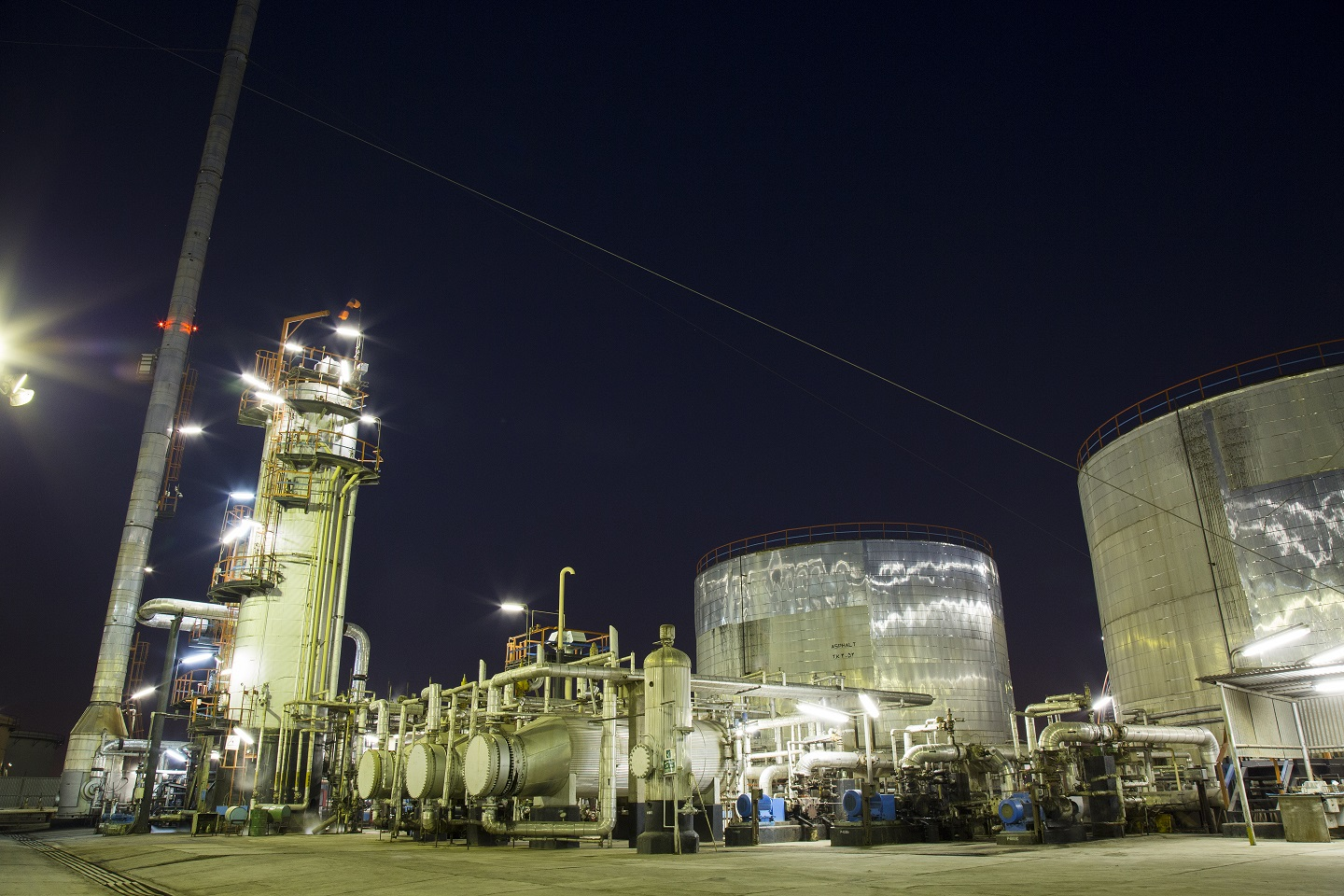
موقع شركة جي لتكرير النفط في اصفهان ليلا

تأسست شركة جي تكرير النفط في عام 2003 ؛ باستثمار صندوق تقاعد العاملين في صناعة النفط،  بسعة اسمية 1,800,000 طن كأكبر منتج للوحدات البيتومينية في الشرق الأوسط.  تمتلك الشركة موقعين للإنتاج والتخزين في أصفهان وبندر عباس والمكتب الرئيسي في طهران.   يحتوي موقع أصفهان على 4 وحدات منفصلة لإنتاج القار المنفوخ، بسعة اسمية تبلغ 40.000 برميل في اليوم، وقيعان 7100 برميل في اليوم، وبيتومين مستحلب بطاقة 200 طن في اليوم.  هذا الموقع عبارة عن وحدة منفصلة لإنتاج البيتومين المعدل والبوليمر بطاقة 100 ألف طن سنويا.  معمل جي للنفط هو أكثر معمل البيتومين الصناعي تجهيزًا في البلاد والمنطقة، وقد تم الاعتراف به كأول معمل اعتماد دولي مع 17025 شهادة قياسية منذ عام 2007 ؛  المختبر كمورد لاختبار نتائج أنواع مختلفة من البيتومين وشركات التفتيش المختلفة، بما في ذلك SGS و أطلس كوبكو في المنطقة وكذلك في محطات الاستيراد والتصدير في بندر عباس لخدمات التسليم المختلفة، كل تم إطلاقه عام 1395 (2015).  يتكون المجمع من 8 وحدات خزانات بسعة 3000 طن (إجمالي سعة التخزين 24000 طن) ، تم تصميمه وتصنيعه وتشغيله على أساس المعايير الدولية لـ الجمعية الأمريكية لاختبار المواد و حجم أنبوب الحديد و معيار API 682 و NFPA20 . 
من أجل إنشاء نظام إدارة متكامل (IMS) ، يتوافق مع المتطلبات البيئية وجودة الإنتاج، نجحت الشركة في الحصول على شهادات ISO / IEC17025 بحلول عام 2012 ، ISO9001 إلى 2008 ، ISO / TS29001 إلى 2010 ، ISO14001 إلى 2004 ، ISO10015 إلى عام 1999 ، BS-OHSAS18001 إلى 2007 ، و ISIRI إيران الموحدة.  

## وصلات خارجية
- http://www.oipf.ir/
- الموقع الرسمي لشركة جي أويل
- http://new.tse.ir/news/newsPages/news_N39848.html نسخة محفوظة 19 أبريل 2019 على موقع واي باك مشين.
- http://www.lubricants1.com/news/lubricant-news/january-2010/item-7599.html
- http://companies.globalmarket.com/pars-oil-co-246893.html نسخة محفوظة 4 مارس 2016 على موقع واي باك مشين.